# Курсалон Хюбнер
Курсалон Хюбнер е музикална зала във Виена, проектирана от Йохан Гарбен в стил италиански ренесанс и построена между 1865 г. и 1867 г. Сградата се намира на улица „Йоханесгасе“ № 33 в центъра на града. В съседство до Курсалон Хюбнер в парка „Щатпарк“, се намира статуята на краля на валса Йохан Щраус.

## История
През 1857 г. по заповед на император Франц Йосиф I всички укрепления в града започват да се разрушават, като същевременно се строи булевард „Ринг“, с цел разширяване на града. 1862 г. бележи откриването на 65 000 квадратни метра градски парк, разположен в съседна територия и проектиран от художника Йозеф Селени. Първоначално Курсалонът служи като място, където посетителите могат да пият минерална вода. Забранени са всякакви забавления и социални събития, но със завършването на проекта това се променя. През 1868 г. в Курсалон Хюбнер се състои първият концерт на Йохан Щраус. Оттогава мястото се превръща в сцена за концерти и срещи. През 1908 г. Курсалонът е нает от Ханс Хюбнер и така второто си име мястото наследява от собственика си. В края на 90-те години на 20-и век градската управа решава да продаде мястото на семейство Хюбнер.

## Описание
В днешни дни, Курсалон Хюбнер се състои от четири бални зали на два етажа, голяма тераса от 1000 квадратни метра и ресторант. Приблизително 500 концерта годишно се състоят там пред повече 200 000 посетители. Оркестърът „Алт Виен“ постоянно свири в Курсалон. В репертоара му са произведения на Йохан Щраус, Волфганг Амадеус Моцарт, Лудвиг ван Бетховен и Франц Шуберт. Освен за концерти, Курсалон Хюбнер служи като място за конференции, балове, сватби и е една от основните туристически атракции във Виена.